# Achaearanea daliensis
Achaearanea daliensis är en spindelart som beskrevs av Zhu 1998. Achaearanea daliensis ingår i släktet Achaearanea och familjen klotspindlar. Inga underarter finns listade i Catalogue of Life.